# 2004年夏季残疾人奥林匹克运动会哈萨克斯坦代表团
2004年夏季残疾人奥林匹克运动会哈萨克斯坦代表团是哈萨克斯坦派出的2004年夏季残疾人奥林匹克运动会代表团。未获得奖牌。